# Озеряны (Варвинский район)
Озеря́ны (укр. Озеряни) — село, расположенное на территории Варвинского района Черниговской области (Украина). В селе действует четыре сельскохозяйственных предприятия.